# نفل ذهبي
النفل الذهبي (باللاتينية: Trifolium aureum) هو أحد الأنواع في جنس النفل من الفصيلة البقولية.

## الموئل والانتشار
موطنه الأصلي بلاد الشام وتركيا والقوقاز وكل مناطق أوروبا.

## مرادفات للاسم العلمي
- (باللاتينية: Chrysaspis aurea (Pollich) Greene)
- (باللاتينية: Trifolium agrarium L., nom. ambig.)
- (باللاتينية: Trifolium strepens Crantz, nom. illeg.)